# Academia Real de Bellas Artes de Gante (KASK)
La Academia Real de Bellas Artes de Gante ( en neerlandés: Koninklijke Academie voor Schone Kunsten van Gent , KASK ) es una de las escuelas de arte más antiguas de Bélgica. Desde 1995 es parte de la Universidad de Ciencias Aplicadas y Artes de Gante (Hogeschool Gent).

## Historia
La Academia Real fue fundada en 1748 como Escuela de Dibujo por el pintor Philippe Karel Marissal en su propia casa. Durante sus estudios en París, Marissal quedó impresionado al conocer la Academia Real de Pintura y de Escultura, y se propuso crear un establecimiento similar en su ciudad natal. La Academia recibió una carta real en 1771 de la emperatriz María Teresa I de Austria . 
En 1995, la institución fue una de las dieciséis instituciones educativas que se fusionaron en la Hogeschool Gent .

## Dirección y profesorado
- Pieter-Frans De Noter (1779–1842)[3]
- Félix De Vigne (1806–1862)[4]
- Jean-François Portaels (1818–1895)[5]
- Raoul Servais[6]
- Frits Van den Berghe (1883–1939)[7]
- Roger Wittevrongel[8]
- Carl de Keyzer (1982-1989)[9]

## Antiguos alumnos
- Dirk Braeckman[10]
- Joseph-Pierre Braemt (1796–1864)[11][12]
- Omer Coppens (1864–1926), impressionist[13]
- Walter De Buck (1934–2014)[14]
- Jan De Cock[cita requerida]
- Valerius De Saedeleer (1867–1941)[15]
- Gustave De Smet (1877–1943)[16]
- Anna De Weert (1867–1950)[17]
- Gerda Dendooven[18]
- Lukas Dhont[19]
- Nick Ervinck[cita requerida]
- Mous Lamrabat (born 1983) Moroccan-born Belgian photographer
- Frans Masereel (1889–1972)[20]
- George Minne (1866–1941)[21]
- Constant Montald (1862–1944)[22]
- Joseph Paelinck (1781–1839)[23]
- Constant Permeke (1886–1952)[cita requerida]
- Max Pinckers[24]
- Raoul Servais[6]
- Gustave Van de Woestyne (1881–1947)[25]
- Frits van den Berghe (1883–1939)[7]
- Felix van Groeningen[26]
- Jan van Imschoot[cita requerida]
- Geo Verbanck (1881–1961)[cita requerida]
- Roger Wittevrongel[8]